# Zelewo
Zelewo (dodatkowa nazwa w j. kaszub. Zélewò; niem. Seelau) – wieś kaszubska w Polsce, położona w województwie pomorskim, w powiecie wejherowskim, w gminie Luzino.
| SIMC    | Nazwa     | Rodzaj    |
| ------- | --------- | --------- |
| 0167065 | Bielawa   | część wsi |
| 0167071 | Grabowina | część wsi |

Wieś szlachecka Żelewo położona była w II połowie XVI wieku w powiecie puckim województwa pomorskiego. W latach 1975–1998 wieś administracyjnie należała do województwa gdańskiego.
Wskazówka – istnieje również wariant nazewniczy Żelewo

## Znani mieszkańcy
- W Zelewie wychowywał się przyszły SS-Obergruppenführer Erich von dem Bach-Zelewski, pacyfikator powstania warszawskiego, zbrodniarz wojenny[6]
- We wsi żył i pracował poseł na Sejm II RP Antoni Groth, reprezentował klub parlamentarny OZN[7]
- W latach 20. XX w. w miejscowej szkole pracował Aleksander Labuda, później czołowy kaszubski działacz i literat[8]